# Aluminiumtriisopropanolat
Aluminiumtriisopropanolat ist eine chemische Verbindung des Aluminiums aus der Gruppe der Alkoholate.

## Gewinnung und Darstellung
Aluminiumtriisopropanolat kann durch Reaktion von amalgamiertem Aluminium mit Isopropylalkohol (ähnlich dem Verfahren mit tert-Butylalkohol) hergestellt werden.

## Eigenschaften
Aluminiumtriisopropanolat ist ein entzündbarer feuchtigkeitsempfindlicher weißer Feststoff mit alkoholischem Geruch, der sich in Wasser zersetzt. Aluminiumtriisopropanolat wird von Feuchtigkeit zu Aluminiumoxid hydrolysiert. Es ist ein vielseitiger oligomerer Lewis-Säure-Katalysator.
Die Verbindung besitzt eine tetramere Struktur.

## Verwendung
Es wird als spezifisches Reduktionsmittel bei der Meerwein-Ponndorf-Verley-Reduktion eingesetzt bzw. in katalytischer Menge bei der Oppenauer-Oxidation verwendet.